# العلاقات الكويتية البوروندية
العلاقات الكويتية البوروندية هي العلاقات الثنائية التي تجمع بين الكويت وبوروندي.

## مقارنة بين البلدين
هذه مقارنة عامة ومرجعية للدولتين:
| وجه المقارنة                                              | الكويت        | بوروندي                                    |
| --------------------------------------------------------- | ------------- | ------------------------------------------ |
| المساحة (كم2)                                             | 17.82 ألف     | 27.83 ألف                                  |
| عدد السكان (نسمة)                                         | 4.14 مليون    | 10.86 مليون                                |
| الكثافة السكانية (ن./كم²)                                 | 232.32        | 390.23                                     |
| العاصمة                                                   | مدينة الكويت  | بوجومبورا، جيتيغا                          |
| اللغة الرسمية                                             | اللغة العربية | اللغة الكيروندية، لغة فرنسية، لغة إنجليزية |
| العملة                                                    | دينار كويتي   | فرنك بوروندي                               |
| الناتج المحلي الإجمالي (بليون دولار)                      | 120.13 مليار  | 3.48 مليار                                 |
| الناتج المحلي الإجمالي (تعادل القوة الشرائية) بليون دولار | 290.53 مليار  | 8.13 مليار                                 |
| الناتج المحلي الإجمالي الاسمي للفرد دولار أمريكي          | 29.30 ألف     | 277                                        |
| الناتج المحلي الإجمالي للفرد دولار أمريكي                 | 73.25 ألف     | 77                                         |
| مؤشر التنمية البشرية                                      | 0.816         | 0.400                                      |
| رمز المكالمات الدولي                                      | +965          | +257                                       |
| رمز الإنترنت                                              | .kw           | .bi                                        |
| المنطقة الزمنية                                           | ت ع م+03:00   | ت ع م+02:00                                |

## منظمات دولية مشتركة
يشترك البلدان في عضوية مجموعة من المنظمات الدولية، منها:
| علم المنظمة | اسم المنظمة                               | تاريخ انضمام الكويت | تاريخ انضمام بوروندي |
| ----------- | ----------------------------------------- | ------------------- | -------------------- |
|             | الاتحاد البريدي العالمي                   | ?                   | ?                    |
|             | يونسكو                                    | 18 نوفمبر 1960      | 16 نوفمبر 1962       |
|             | البنك الدولي للإنشاء والتعمير             | 13 سبتمبر 1962      | 28 سبتمبر 1963       |
|             | منظمة التجارة العالمية                    | ?                   | 23 يوليو 1995        |
|             | وكالة ضمان الاستثمار متعدد الأطراف        | 12 أبريل 1988       | 10 مارس 1998         |
|             | البنك الإفريقي للتنمية                    | ?                   | ?                    |
|             | الاتحاد الدولي للاتصالات                  | 14 أغسطس 1959       | 16 فبراير 1963       |
|             | منظمة الشرطة الجنائية الدولية             | ?                   | ?                    |
|             | مؤسسة التمويل الدولية                     | 13 سبتمبر 1962      | 28 نوفمبر 1979       |
|             | الأمم المتحدة                             | 14 مايو 1963        | 18 سبتمبر 1962       |
|             | مؤسسة التنمية الدولية                     | 13 سبتمبر 1962      | 28 سبتمبر 1963       |
|             | منظمة حظر الأسلحة الكيميائية              | ?                   | ?                    |
|             | المركز الدولي لتسوية المنازعات الاستشارية | 4 مارس 1979         | 5 ديسمبر 1969        |

## وصلات خارجية
- موقع وزارة الخارجية الكويتية